# Distretto di Călărași (Romania)
Il distretto di Călărași (in romeno Județul Călărași ) è uno dei 41 distretti della Romania, ubicato nella regione storica della Muntenia.

Il distretto di Călărași ha ottenuto la propria autonomia amministrativa nel 1981.
Il distretto è ubicato nella zona sudorientale della Romania, sulla riva sinistra del Danubio e confina a sud con la Bulgaria, ad ovest con i distretti di Giurgiu e Ilfov, a nord con il distretto di Ialomița e ad est con il distretto di Costanza.

## Storia
Il distretto è stato abitato con continuità fin dal Neolitico: infatti sono stati numerosi i ritrovamenti di reperti dei diversi periodi, sia di epoca preistorica, sia di epoca Dacia, sia del primo periodo medievale, soprattutto nei pressi del Danubio, dei suoi affluenti e dei diversi laghi che caratterizzano il suo territorio.
Essendo una terra di frontiera, fin dal periodo romano la zona venne spesso interessata dalle guerre per contrastare le diverse invasioni, in particolare quella dell'Impero ottomano.

## Economia
Il distretto di Călărași ha un'economia basata prevalentemente sull'agricoltura, considerando che l'84% della superficie è costituita da terreni coltivati. Particolarmente sviluppata è la coltivazione dei cereali, ma la varietà dei tipi di terreno che si trovano nell'area consentono anche altre coltivazioni.
Non mancano risorse naturali che sono state sfruttate in passato e che tuttora lo sono, quali: gas naturale nella zona di Ileana, argilla nella zona di Budești e sabbie e ghiaie escavate dal letto del Danubio.
Dal punto di vista industriale, l'attività attuale è costituita prevalentemente dall'industria alimentare (quasi il 50% della produzione industriale del distretto), seguita da quella della carta e della cellulosa (30%); in misura minore sono presenti aziende del settore metallurgico, della chimica, delle costruzioni navali.
La principale città del distretto è CALARASI dalla quale il medesimo prende nome. Attualmente è un centro economicamente in sofferenza, con gran parte della popolazione che si dedica all'agricoltura sfruttando la grande fertilità del terreno a tratti di colore molto scuro e molto fertile.
Ma secondo i programmi economici dell'ex dittatore Ceausescu deposto nel 1989, la città di Calarasi avrebbe dovuto diventare un importante centro industriale grazie ad una acciaieria di notevoli dimensioni, fatto che non poté essere realizzato compitamente per l'uscita di scena del dittatore.
L'idea industriale della nomenclatura al potere si può valutare in modo positivo dopo aver visitato la città, le infrastrutture costruite solo parzialmente ed il centro siderurgico iniziato ed incompiuto a causa delle tristi vicende politiche del dicembre 1989 che videro l'eliminazione violenta del dittatore al termine della parabola di potere assoluto.
Certamente se la grande acciaieria fosse stata ultimata avrebbe assicurato occupazione alla città ed al distretto amministrativo, sollevando il livello economico di una gran parte della regione.
L'area industriale che doveva contenere i grandi impianti è stata visitata in questi ultimi anni con attenzione per studi socio economici ed ha riscosso positivi giudizi tra gli esperti siderurgici stranieri.
Poiché Calarasi è ubicata a circa 3 km dal Danubio, era stato previsto un canale navigabile lungo il quale appositi battelli avrebbero dovuto trasportare al centro siderurgico tutti i materiali necessari per le lavorazioni. Tra questi elenchiamo i rottami di ferro, il minerale di ferro, il carbone, il calcare ed altro.
Attualmente il canale è stato tracciato in parte ed è invaso dalle acque del grande fiume e rappresentando una sua propaggine è oggetto di presenza dei locali pescatori.
Il centro siderurgico previsto doveva contenere una acciaieria con forno elettrico, in grado di utilizzare nella fusione principalmente i rottami trasportati via autotreno reperibili attorno al distretto ed una seconda acciaieria molto più estesa a ciclo integrale, quindi con impianti complessi come “cokerie”, “altoforni”, “convertitori ad ossigeno”, “laminatoi” di grandi dimensioni.
L'impianto ad energia elettrica fu quella che iniziò a lavorare fornendo prima occupazione, mentre l'altra più complessa rimase non completata e lo è tutt'oggi. L'acciaieria con forno elettrico attualmente è operativa dopo alcuni interventi migliorativi a cura di un produttore di acciaio italiano che ne ha avuto la gestione per alcuni anni, mentre la restante parte incompleta, resta la classica cattedrale nel deserto.
Le visite hanno evidenziato l'importanza economica che avrebbe dovuto avere l'impianto ed i consensi politici che avrebbe potuto evidenziare: lunghi binari con erbacce di ogni tipo, treni nuovi e mai usati immobili in vari siti, cavi elettrici divelti in parte dai primi ladri della zona e dagli zingari originari della zona, “convertitori” già posizionati all'interno dei grandi capannoni silenziosi, “siviere” già pronte ad accogliere le colate, vari impianti ormai avvolti da arbusti di vario tipo, magazzini contenenti parti di ricambio di ogni tipo, ecc.
Osservando tutta questa tecnologia in abbandono e le misere abitazioni poco fuori la piccola città, ci si rende conto dell'importanza che questo polo industriale completato avrebbe potuto rappresentare
per Calarasi, il distretto ed anche per l'intera Romania.

## Centri principali
| Comune                  | Abitanti |
| ----------------------- | -------- |
| Călărași                | 73.823   |
| Oltenița                | 27.601   |
| Modelu                  | 9.745    |
| Borcea                  | 8.859    |
| Dragalina               | 8.575    |
| Dati del 1º luglio 2007 |          |

## Geografia antropica

### Suddivisioni amministrative
Il distretto è composto da 2 municipi, 3 città e 50 comuni.

#### Municipi
- Călărași
- Oltenița

#### Città
- Budești
- Fundulea
- Lehliu Gară

#### Comuni
- Alexandru Odobescu
- Belciugatele
- Borcea
- Căscioarele
- Chirnogi
- Chiselet
- Ciocănești
- Crivăț
- Curcani
- Cuza Vodă

- Dichiseni
- Dor Mărunt
- Dorobanțu
- Dragalina
- Dragoș Vodă
- Frăsinet
- Frumușani
- Fundeni
- Gălbinași
- Grădiștea

- Gurbănești
- Ileana
- Independența
- Jegălia
- Lehliu
- Luica
- Lupșanu
- Mănăstirea
- Mitreni
- Modelu

- Nana
- Nicolae Bălcescu
- Perișoru
- Plătărești
- Radovanu
- Roseți
- Sărulești
- Sohatu
- Spanțov
- Șoldanu

- Ștefan cel Mare
- Ștefan Vodă
- Tămădău Mare
- Ulmeni
- Ulmu
- Unirea
- Valea Argovei
- Vasilați
- Vâlcelele
- Vlad Țepeș